# Jean Jacques Turretin

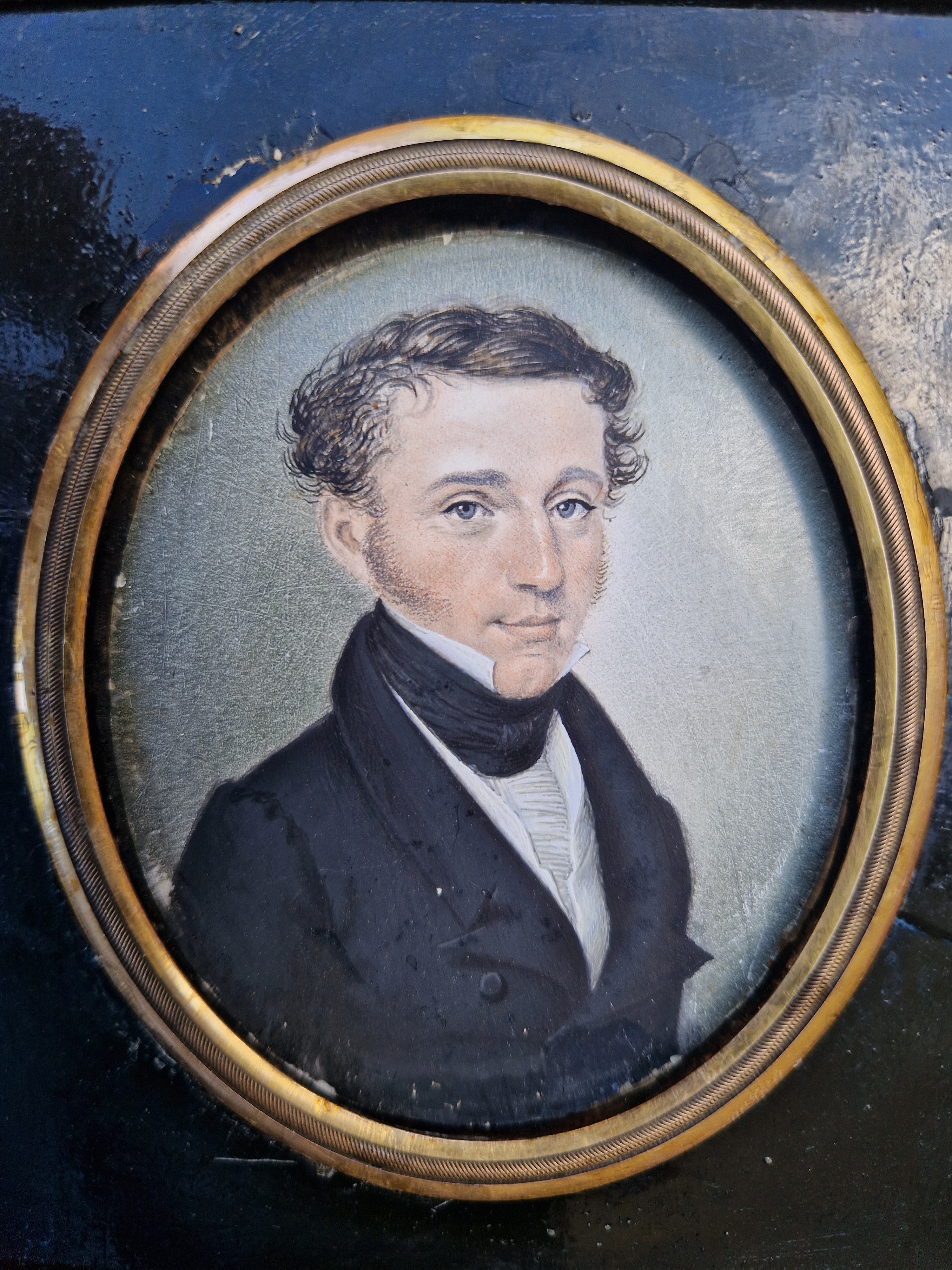
Miniaturporträt. unbekannter Ritter

Jean Jacques Turretin (* 6. Mai 1779 in Altona; † 6. April 1858 in Schleswig) war ein dänisch-deutscher Miniaturmaler, Porträtist und Kupferstecher des 19. Jahrhunderts französischer Abstammung.

## Leben
Jean Jacques Turretin war Sohn des 1803 mit Frau und vier Kindern im seinerzeit dänischen Altona lebenden Zeichenmeisters Jacob (Jacques) Turretin (* 1743) und dessen Frau Anna Marie Elisabeth, geb. Baumann (* 1754). Seit seinem 6. Lebensjahr war er gehörlos. Die notwendige Bildung erhielt der wissbegierige Junge von seinen Eltern und erlernte zunächst das Tischlerhandwerk.
Als Maler zunächst Autodidakt, studierte Turretin mehrere Semester an der Königlich Dänischen Kunstakademie in Kopenhagen. 1805 erhielt er dort die Silberne Medaille für Zeichnen. Am 2. Oktober 1814 heiratete er Petra Caroline, geb. de Hemmer (1787–1849). Das Paar hatte drei Söhne.
Nach einer Zeit als Porträtist in Kopenhagen widmete sich Turretin ab 1828 in Schleswig damit, Gehörlose zu unterrichten. Er war seit 1831 Schreib- und Zeichenlehrer am von Georg Wilhelm Pfingsten gegründeten Taubstummen-Institut in Schleswig. Dort lehrte er 27 Jahre. Geplagt von körperlichen Gebrechen bat er 1858 um Entlassung aus dem Lehramt. Die Entlassung mit Bewilligung einer jährlichen Pension von 200 Reichstalern vom 31. März 1858 erreichte ihn jedoch nicht mehr vor seinem Tod.

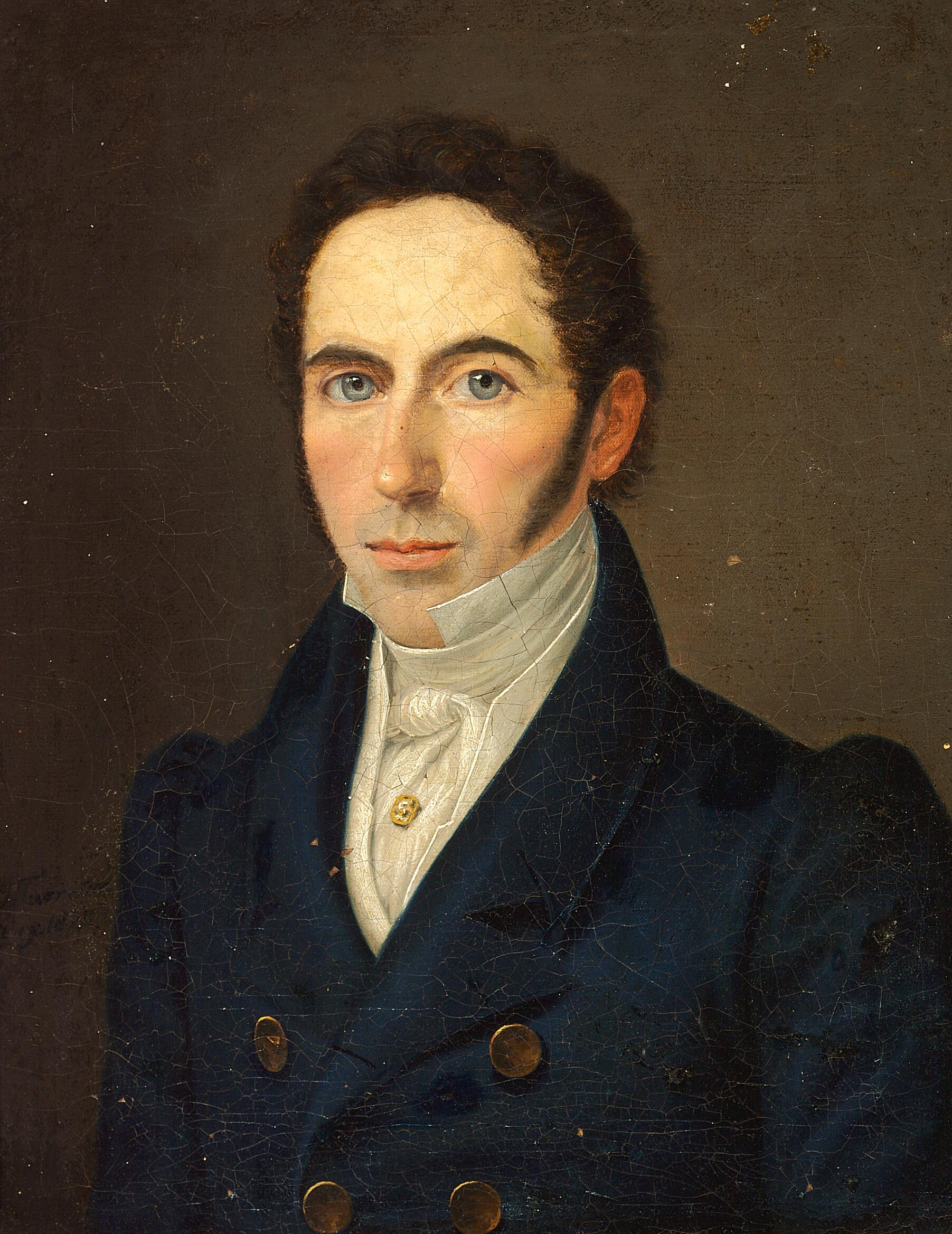
Herrenporträt
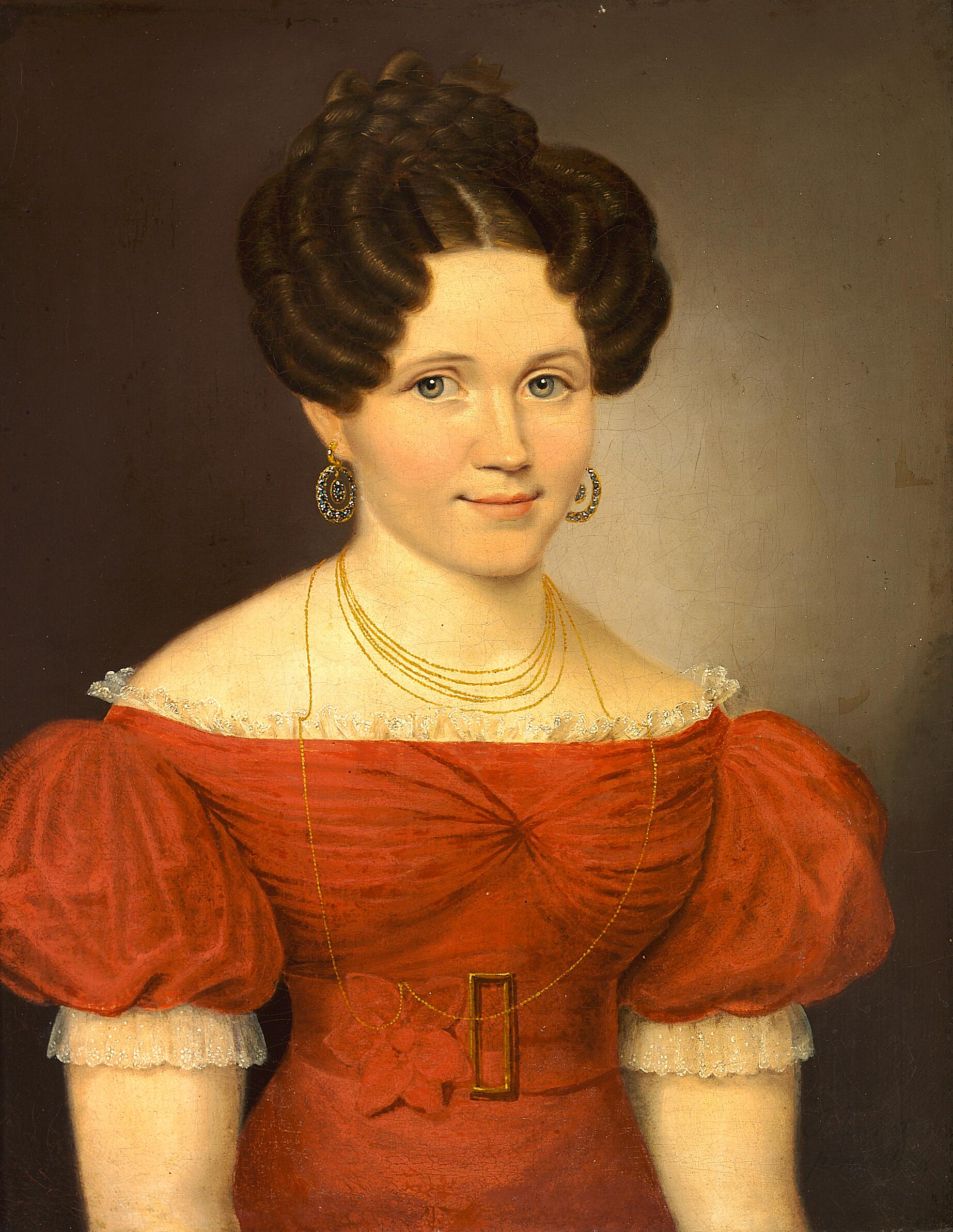
Frauenporträt
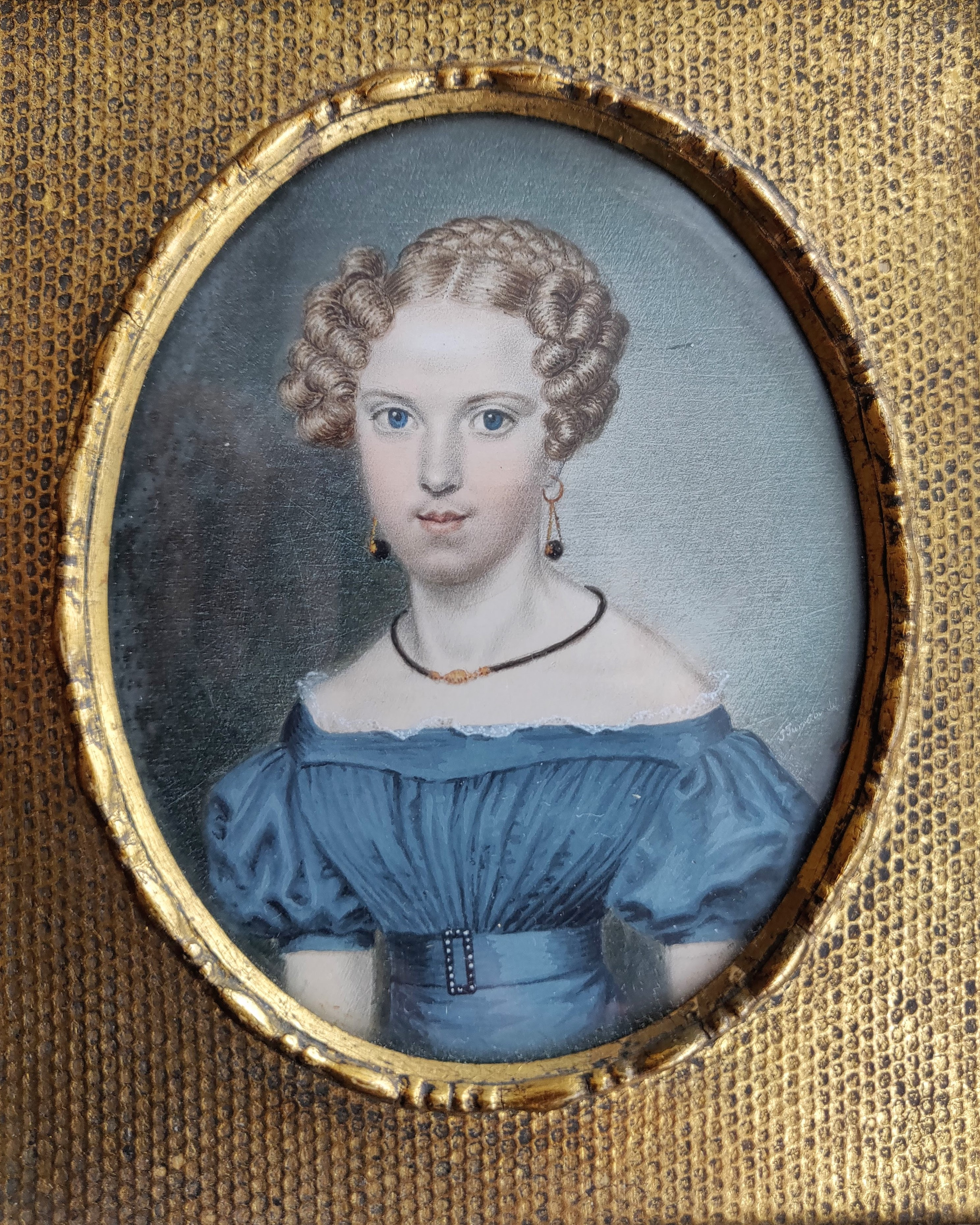
Frauenporträt